# Xiaocun (köpinghuvudort i Kina, Shaanxi, lat 34,26, long 108,26)
Xiaocun (kinesiska: 小村, 小村镇) är en köpinghuvudort i Kina. Den ligger i provinsen Shaanxi, i den nordvästra delen av landet, omkring 59 kilometer väster om provinshuvudstaden Xi'an. Antalet invånare är 42 122. Befolkningen består av 20 811 kvinnor och 21 311 män. Barn under 15 år utgör 16,0 %, vuxna 15-64 år 72 %, och äldre över 65 år 10,0 %.
Runt Xiaocun är det ganska tätbefolkat, med 199 invånare per kvadratkilometer. Närmaste större samhälle är Yangling, 16,8 km väster om Xiaocun. Trakten runt Xiaocun består till största delen av jordbruksmark.
Genomsnittlig årsnederbörd är 668 millimeter. Den regnigaste månaden är september, med i genomsnitt 143 mm nederbörd, och den torraste är december, med 1 mm nederbörd.